# Aspidosperma pyrifolium
Aspidosperma pyrifolium är en oleanderväxtart som beskrevs av Carl Friedrich Philipp von Martius. Aspidosperma pyrifolium ingår i släktet Aspidosperma och familjen oleanderväxter. Inga underarter finns listade i Catalogue of Life.